# Julius Weisbach
Julius Ludwig Weisbach, né le 10 août 1806 à Mittelschmiedeberg et mort le 24 février 1871 à Freiberg, est un mathématicien et ingénieur saxon. Connu en France pour ses contributions à l'hydraulique, il a posé les bases de la délimitation des exploitations minières.

## Biographie
Julius Weisbach était le huitième enfant de Christian Gottlieb Weisbach (1764–1835), contremaître aux forges de Mittelschmiedeberg près d’Annaberg, et de sa femme Christiana-Rebekka Stephan (1775–1850), originaire d’Arnsfeld. Son père reconnut ses talents et, malgré son salaire modeste, lui permit de poursuivre les cours de l'école communale au lycée d’Annaberg. Ses résultats dans les disciplines scientifiques permirent à Weisbach de sauter deux classes. En 1820 il poursuivit ses études à l'école professionnelle de Freiberg, puis de 1822 à 1826, à l’École des mines de Freiberg, où il reçut une solide formation non seulement en minéralogie, en géologie et en génie minier, mais aussi en mathématiques, en physique, et en construction mécanique. En 1827 il compléta cette formation à l’Université de Göttingen puis à l’université de Vienne. Il eut comme professeurs Bernhard Friedrich Thibaut (à Göttingen) et Friedrich Mohs (à Freiberg et Vienne). Les biographies évoquent aussi parfois des rencontres à cette époque avec Carl Friedrich Gauss, mais il n'existe en fait pas de preuve que Weisbach ait effectivement assisté à des conférences de Gauss.
En 1830, une bourse permit à Julius Weisbach d'effectuer un voyage d'études dans les exploitations minières d'Autriche et de Hongrie. L'année suivante, Weisbach était de retour à Freiberg où on l'employa d'abord comme professeur de mathématiques au gymnasium. En 1832 il épousa Marie Winkler (1807–1878) et en 1833 l’École des mines de Freiberg lui confia la chaire de mathématiques appliquées et le cours de construction mécanique. À partir de 1836, il assura en plus les cours de mécanique et de topographie minière. Par la suite, il donna même des conférences sur des sujets aussi variés que la cristallographie, la géométrie descriptive etc. Il maîtrisait en outre plusieurs langues étrangères.
En 1844, Weisbach travailla en tant que consultant au tracé du tunnel de Rothschönberg. Grâce à ses théodolites il put compléter et améliorer considérablement les levers officiels exécutés à la boussole. L’Équation de Darcy-Weisbach, fruit de ses recherches en hydraulique, fut publiée en 1845. Il n'y a pas jusqu’au canevas topographique de l’Europe qui n'occupât Weisbach : en 1860 les autorités lui confièrent la direction des travaux topographiques du Royaume de Saxe, pour lesquels il concentra ses efforts sur les mesures hypsométriques (voir Équation hypsométrique).
Julius Weisbach bénéficia de nombreuses gratifications au cours de sa carrière : ainsi, en 1856 il était nommé conseiller royal des Mines (Bergrath) ; en 1859 il reçut de l’Université de Leipzig le titre de docteur honoris causa en philosophie et en 1860 devenait le premier membre honoraire de l'association des ingénieurs allemands (de). Son fils, le minéralogiste Albin Weisbach (de) (1833–1901), exerça lui-même plusieurs années en tant que professeur à l’École des mines de Freiberg.
Julius Weisbach mourut en 1871 d’une attaque cérébrale. Il fut inhumé dans le cimetière saint-Donatien de Freiberg.

## Contributions aux sciences de l'ingénieur
Weisbach a fait évoluer l'art de l'ingénieur à bien des égards, mais c'est particulièrement dans le domaine de la topographie minière et dans la conception des machines qu'il s'est illustré. Il a en effet révolutionné la topographie par l'emploi systématique du théodolite et du niveau optique, rendant désuètes les vieilles méthodes fondées sur la boussole, le rapporteur et la chaîne d'arpenteur. Comme Rankine en Écosse, son magistère coïncide avec la Révolution industrielle, qui a particulièrement concerné l'industrie extractive avec la diffusion de la machine à vapeur. Le cours de machines de Weisbach était en plein accord avec le paradigme mathématico-mécanique qui régénéra les techniques de construction. Par son essai sur les projections dimétriques et non-isométriques (Die monodimetrische und anisometrische Projectionsmethode), Weisbach a renouvelé l'intérêt pour la perspective dans le domaine du dessin technique avec le concept d'axonométrie orthogonale, qui est un premier pas vers le dessin industriel moderne. Son « Cours de mécanique de  l'ingénieur et des machines » (Lehrbuch der Ingenieur- und Maschinen-Mechanik, 1846), mêlant intimement théorie et pratique, est longtemps demeuré un classique international des sciences de l'ingénieur.
Une plaque commémorative a été apposée en 1994 en façade de la maison natale de Weisbach à Mittelschmiedeberg. Les descendants de cet illustre ingénieur se sont groupés depuis 2002 en une association, la « Freundeskreis Julius Weisbach ».

## Le prix Julius-Weisbach
L’École des mines de Freiberg décerne deux fois par an le prix Julius-Weisbach à des professeurs, des enseignants, des maîtres-assistants ou des ingénieurs aux contributions originales, ou dont l'enseignement comporte des évolutions exemplaires.

## Œuvres
- Handbuch der Bergmaschinenmechanik (2 vol.), Weidmann, Leipzig 1835/1836
- Lehrbuch der Ingenieur- und Maschinen-Mechanik, Friedrich Vieweg und Sohn, Braunschweig 1846–1868
  - Erster Theil: Theoretische Mechanik, 2e édition 1850: , 4e édition 1863: , 1re partie, 2nde partie
  - Zweiter Theil: Statik der Bauwerke und Mechanik der Umtriebsmaschinen, 2e édition 1851: , 4e édition 1868: , , 1re partie, 2nde partie
  - Dritter Theil: Die Zwischen- und Arbeitsmaschinen enthaltend, 1re–3e édition 1860: , , , 1re partie, 2e partie
- Der Ingenieur. Sammlung von Tafeln, Formeln und Regeln, Friedrich Vieweg und Sohn, Braunschweig 1re édition 1848: , 5e édition 1868:
- Die neue Markscheidekunst und ihre Anwendung auf die Anlage des Rothschönberger Stollns bei Freiberg, Friedrich Vieweg und Sohn, Braunschweig 1851
- Die Experimental-Hydraulik. Eine Anleitung zur Ausführung hydraulischer Versuche im Kleinen, nebst Beschreibung der hierzu nöthigen Apparate, J. G. Engelhardt, Freiberg 1855 (sur Google Books: )
- Die monodimetrische und anisometrische Projectionsmethode, Polytechnische Mitteilungen von Volz und Karmarsch, vol. 1, Tübingen 1844, 125-136
- Anleitung zum axonometrischen Zeichnen, J. G. Engelhardt, Freiberg 1857
- Vorträge über mathematische Geographie, gehalten an der königlich sächsischen Bergakademie zu Freiberg, J. G. Engelhardt, Freiberg 1878 (bei der HU Berlin: )